# Nghiện hành vi
Nghiện hành vi là một dạng nghiện liên quan đến việc bắt buộc phải tham gia vào một hành vi không liên quan đến phần thưởng - đôi khi được gọi là phần thưởng tự nhiên - bất chấp hậu quả tiêu cực đối với sức khỏe thể chất, tinh thần, xã hội hoặc tài chính của người đó. Nghiện kinh điển đề cập đến lạm dụng chất; tuy nhiên, ý nghĩa thuật ngữ đã được mở rộng để bao gồm các hành vi có thể dẫn đến phần thưởng (ví dụ: đánh bạc, ăn uống hoặc mua sắm) kể từ những năm 1990. Một yếu tố phiên mã gen được gọi là ΔFosB đã được xác định là yếu tố phổ biến cần thiết liên quan đến cả nghiện hành vi và nghiện ma túy, có liên quan đến cùng một bộ thích ứng thần kinh trong hệ thống khen thưởng.

## Phân loại tâm thần và y tế
Các mô hình chẩn đoán hiện không bao gồm các tiêu chí cần thiết để xác định các hành vi là nghiện trong môi trường lâm sàng. Nghiện hành vi đã được đề xuất như một lớp mới trong DSM-5, nhưng loại duy nhất bao gồm là nghiện cờ bạc. Nghiện chơi game Internet được bao gồm trong phụ lục như một điều kiện để nghiên cứu thêm.
Hành vi nghiện ngập mà đôi khi được gọi là kiểm soát xung loạn đang ngày càng công nhận là có thể điều trị hình thức của nghiện. Có rất nhiều hành vi xác định như là nghiện bao gồm nghiện cờ bạc, nghiện thực phẩm, nghiện tình dục, nghiện phim ảnh khiêu dâm, nghiện máy tính, nghiện trò chơi video, nghiện internet và các kỹ thuật số phương tiện truyền thông, tập thể dục, và nghiện mua sắm.
Nghiên cứu nghiện ăn uống, ví dụ, một nghiên cứu của Viện nghiên cứu Scripps năm 2009 đã tìm thấy bằng chứng cho thấy các cơ chế phân tử tương tự liên quan đến nghiện ma túy ở người cũng tồn tại trong việc ăn quá mức bắt buộc ở chuột béo phì. Các thụ thể dopamine D2 được nghiên cứu có liên quan đến tính dễ bị nghiện ma túy ở người. Nó đã được tìm thấy điều hòa ở những con chuột béo phì tiếp xúc với chế độ ăn nhiều chất béo, và giảm hơn nữa thụ thể làm tăng ăn uống bắt buộc. Thụ thể D2 đáp ứng với dopamine, một chất dẫn truyền thần kinh trung ương được phát hành với dự đoán về những trải nghiệm bổ ích, bão hòa như những thực phẩm liên quan đến thực phẩm, tình dục hoặc thuốc thần kinh.
Vào tháng 8 năm 2011, Hiệp hội Thuốc gây nghiện Hoa Kỳ (ASAM) đã ban hành một tuyên bố công khai xác định tất cả các chứng nghiện về sự thay đổi của não. "Nghiện là một bệnh chính và mãn tính của phần não liên quan đến phần thưởng, động lực, trí nhớ và mạch thần kinh liên quan." 